# Kanton Gerzat
Kanton Gerzat (fr. Canton de Gerzat) je francouzský kanton v departementu Puy-de-Dôme v regionu Auvergne. Tvoří ho šest obcí.

## Obce kantonu
- Aulnat
- Blanzat
- Cébazat
- Gerzat
- Malintrat
- Sayat